# 1663

## Esdeveniments
- 8 de juny prop del poble de Santa Vitòria do Ameixial: Té lloc la batalla d'Ameixial entre els exèrcits espanyol i portuguès en el marc de la Guerra de Restauració de Portugal.
- Nicolau Cotoner esdevé Gran Mestre de l'Orde de Malta succeint en el càrrec al seu pare mort aquell mateix any.
- Es funda l'Académie des inscriptions et belles-lettres
- Anusha Khan renuncia al tron del Kanat de Khivà per dedicar-se a estudiar història i religió.

## Naixements
- 7 de març, Bolonya: Tomaso Antonio Vitali, compositor i violinista bolonyès.
- 28 de març, Saarbrücken: Lluís de Nassau Saarbrücken, fill de Gustau Adolf de Nassau-Saarbrücken i d'Elionor Clara de Hohenlohe-Neuenstein.
- 8 de maig, Amersfoort: Maria Withoos, pintora neerlandesa de l'Edat d'Or neerlandesa (m. després de 1699).[1]
- 18 d'octubre, París: Eugeni de Savoia, general que va servir a Àustria durant les guerres en què foren expulsats els otomans dels territoris austríacs, hongaresos i serbis.
- 23 d'octubre, Ansbach: Elionor Juliana de Brandenburg-Ansbach, filla d'Albert de Brandenburg-Ansbach i de Sofia Margarida d'Oettingen-Oettingen.
- 24 de desembre, Càller: Hipòlita I Ludovisi, filla de Nicolau I Ludovisi.
- Gibraltar, Espanya: Diego de Astorga i Céspedes, religiós espanyol, ordenat Bisbe de Barcelona (1716 - 1720), i de Toledo (1720 - 1724), fou també Inquisidor general i arribà al rang de cardenal el 1727.
- Florència, Gran Ducat de Toscana Ferran de Mèdici, príncep de Toscana i hereu de la dinastia familiar dels Mèdici.
- Udine: Luca Carlevarijs, pintor vedutista.

## Necrològiques
- 21 de juliol, Amsterdam: Hendrickje Stoffels, companya i amant de Rembrandt, model i marxant d'art neerlandesa (n. 1626).[2]
- 18 de setembre, Osimo: Josep de Copertino, sacerdot italià, de l'Orde dels Frares Menors; proclamat sant per Climent XIII el 1767.
- Florència, Gran Ducat de Toscana: Joan Carles de Mèdici, membre de la família Mèdici que va esdevenir cardenal de l'Església Catòlica.
- Malta: Rafael Cotoner, palmesà que fou Gran Mestre de l'Orde de Malta (1660 - 1663).
- Parma, Ducat de Parma: Margarida Violant de Savoia, princesa de Savoia que va esdevenir duquessa consort de Parma.
- Torí, Ducat de Savoia: Maria Cristina de França, princesa francesa, duquessa consort de Savoia i regent del ducat.
- Abu l-Ghazi Bahadur Khan, kan xibànida de Khivà i historiador en llengua txagatai.
- Heinrich Scheidemann, organista i compositor alemany de principis del Barroc.